# Opoptera sulcius
Opoptera sulcius är en fjärilsart som beskrevs av Otto Staudinger 1887. Opoptera sulcius ingår i släktet Opoptera och familjen praktfjärilar. Inga underarter finns listade i Catalogue of Life.